# Innerste
Innerste je řeka v Německu, přesněji na území spolkové země Dolní Sasko. Je to pravostranný přítok řeky Leine. Délka toku činí 95 km. Plocha povodí měří 1264 km².

## Průběh toku

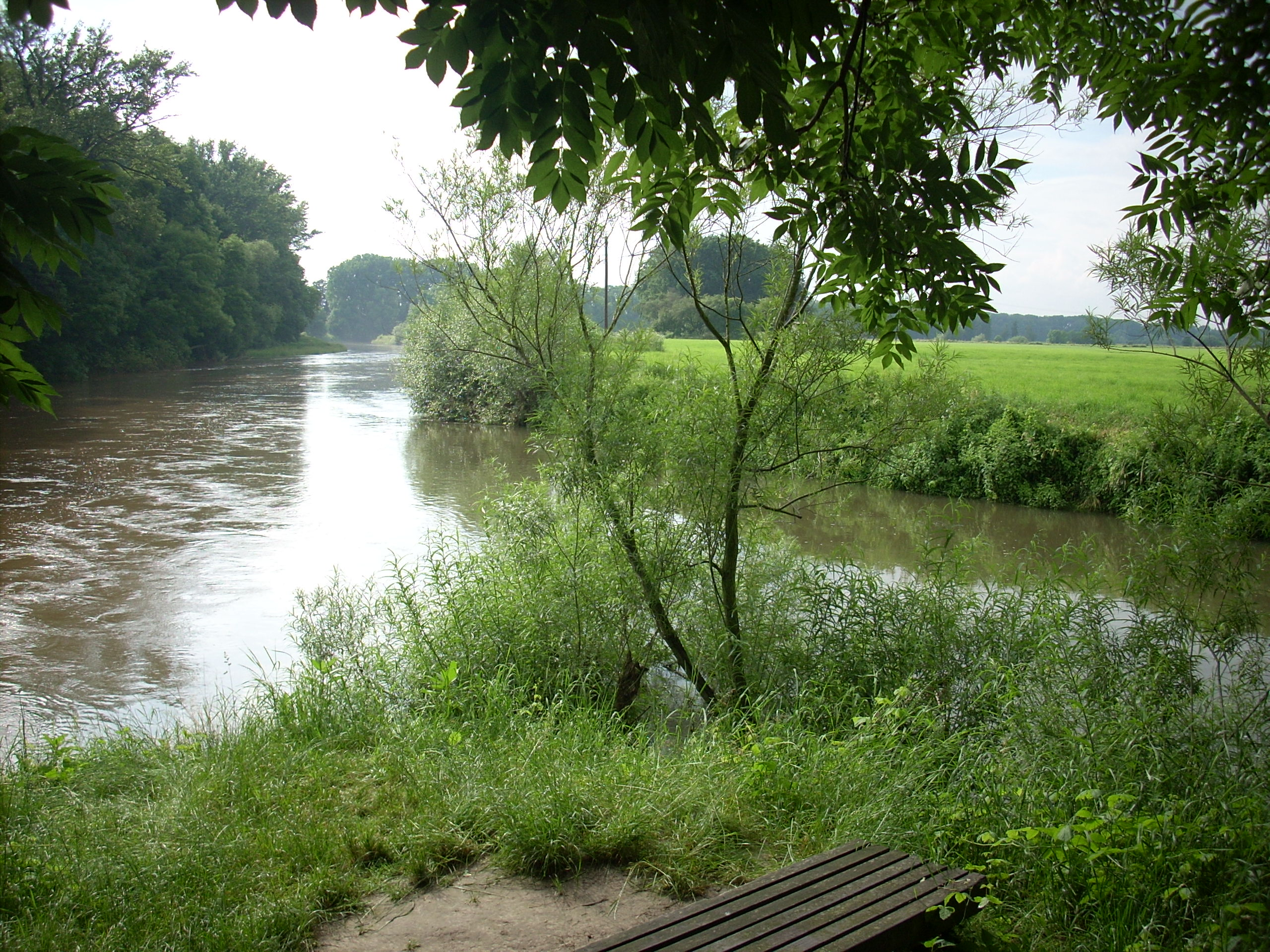
Ústí Innerste do Leine

Řeka Innerste pramení u města Clausthal-Zellerfeld v Dolním Sasku v nadmořské výšce 615 m. Nejprve teče severním směrem, protéká městem Langelsheim. Zhruba 10 kilometrů pod Langelsheimem se její tok obrací na severozápad. Protéká městy Hildesheim a Sarstedt, u kterého ústí zprava v nadmořské výšce 65 m do řeky Leine.

### Větší přítoky
- levé – Nette, Lamme
- pravé – Grane

## Vodní režim
Průměrný průtok u Groß Giesen na 7,2 říčním kilometru činí 9,23 m³/s.
Hlásné profily:
| vodočet     | říční km | plocha povodí | průměrný průtok (Qa) | měřeno od roku |
| ----------- | -------- | ------------- | -------------------- | -------------- |
| Bredelem    | 63,8     | 158 km²       | 2,39 m³/s            | 1985           |
| Hohenrode   | 56,0     | 212 km²       | 2,55 m³/s            | 1951           |
| Heinde      | 26,0     | 897 km²       | 8,12 m³/s            | 1952           |
| Groß Giesen | 7,2      | 1005 km²      | 9,23 m³/s            | 1973           |